# Lecanora phryganitis
Lecanora phryganitis är en lavart som beskrevs av Tuck. Lecanora phryganitis ingår i släktet Lecanora och familjen Lecanoraceae.   Inga underarter finns listade i Catalogue of Life.